# Re-TAiL
Re-TAiL（リテイル）は、愛知県一宮市にある1933年建造の旧・尾西繊維協会ビルをリノベーションした地上3階、地下1階建ての商業施設である。

## 概要
旧・尾西繊維協会ビルは、毛織物の黎明期だった昭和8年（1933年）に、尾西織物同業組合事務所として建築された。
当時、一宮市内には近代的な建物は数少ない中、持てる建築技術の粋を集めて建設された建物で、現在は経済産業省の近代化産業遺産にも指定されている。

### 1階
1階は、このビルを管理する事務室を中心に、組長室、2つの応接室、文書庫、宿直室で構成されていた。
文書庫は、重厚な扉と鉄格子の二重扉で、厳重な保管状況だったことがうかがえる。文書庫の右扉には、金庫錠が破壊された盗難被害の痕跡が今も残っている。

### 2階
2階は、貴賓室、検査員・組合員和室、試験室。
昭和21年（1946年）の昭和天皇の尾州行幸の際、貴賓室を使用され、その際に座られた椅子が現存し、館内に展示されている。
試験室は、この建物の大きな目的のひとつであった「粗製品防止の為の製品検査」のために使われ、尾州ブランドの発展に大きく貢献した。

### 3階
3階は、会議室、陳列室、委員和室で構成されていた。
会議室には、歴代組合長の肖像画、振り子時計、黒電話など、当時の調度品が今も残っている。
陳列室は、会議室で行われる新製品発表会の展示や、パーティーの際には配膳室としても利用されていた。

### 地下1階
地下1階は、旧・ボイラー室であった。竣工当時は温水循環方式の暖房設備が各室に設置されており、ここで温水を作っていた。
作業環境を向上させるためのトップライトも設置されており、当時のボイラーや、併設された石炭庫も残っている。

### 屋上
屋上の塔屋や煙突にも外壁と同じスクラッチタイルが貼られ、徹底して建物全体の意匠性をまとめ上げている。
当時から濃尾平野を一望できる眺望を誇り、現在でも名古屋駅の高層ビル群を望むことができる。

なお、現在は地下1階、屋上ともに立入禁止である。

## 建物データ
- 設計・施工：清水組名古屋支店
- 竣工年：昭和8年（1933年）
- 構造規模：RC造/地下1階地上3階
- 延床面積：1,021㎡

## 現在
2016年に旧・尾西繊維協会ビルは地元の繊維会社を中心に構成された株式会社リテイルによってリノベーションされ、ビルの名称を「Re-TAiL（リテイル）」へと変更。
現在は地下1階と屋上を除く全ての階にテナントが入居している。